# Conseil territorial de l'emploi
Le conseil territorial de l'emploi est, en France, une institution consultative contribuant au service public de l'emploi dans certaines collectivités territoriales d’outre-mer à statut particulier.

## Le conseil territorial de l’emploi en France
Le conseil territorial de l'emploi est une institution consultative mise en place dans trois collectivités françaises disposant d’un statut spécifique : Saint-Barthélemy, Saint-Martin et Saint-Pierre-et-Miquelon. Il comprend des représentants des organisations professionnelles d'employeurs et de travailleurs, des collectivités territoriales, des administrations intéressées et des principaux opérateurs du service public de l'emploi. Il a été institué par la loi du 13 février 2008 relative à la réforme de l'organisation du service public de l'emploi.

### Mission
Le conseil territorial de l'emploi a les mêmes missions que les conseils régionaux de l'emploi. Il est chargé de veiller à l'organisation du service public de l’emploi dans la collectivité. Il donne également son avis sur les conventions annuelles fixant l'activité de l’institution issue de la fusion de l’Anpe et du réseau Assédic.

### Organisation
L’organisation du conseil territorial de l'emploi a été précisée par un décret du 29 septembre 2008. Il entre en fonction en novembre 2008. 
La collectivité territoriale de Mayotte n’est pas concernée par ce projet ; en fonction de son évolution statutaire, un conseil régional de l'emploi pourrait y être mis en place comme dans les autres régions de métropole ou d’outre-mer. Les territoires français du Pacifique (Nouvelle-Calédonie, Wallis-et-Futuna et Polynésie française) ne sont pas non plus concernés.
Le nombre de membres du conseil territorial de l’emploi varie en fonction du nombre d’organisations syndicales reconnues représentatives localement. Ils sont nommés pour trois ans. 
Il y a trois représentants de l’État, deux représentants de la collectivité d’outre-mer, un représentant de chaque organisation syndicale de salariés représentative au niveau territorial, des représentants des organisations professionnelles d’employeurs représentatives sur le plan territorial en nombre égal à celui des représentants des syndicats de salariés et trois représentants des organismes territoriaux du service public de l’emploi désignés par le représentant de l’État. Enfin, le directeur régional territorialement compétent de l’institution issue de la fusion de l’Anpe et du réseau Assédic siège également.

## Autres conseils de l’emploi en France
Au niveau territorial, une autre instance a été créée en France en 2008 : le conseil régional de l'emploi.
Au niveau national, un Conseil national de l'emploi a également été instauré en 2008.

## Autres pays
Les Pays-Bas ont mis en place des conseils régionaux de l’emploi et du revenu (Raad voor werk en inkomen, RWI) et des conseils locaux de l’emploi et du revenu (Centra voor werk en inkomen, CWI).
Au Maroc, le gouvernement envisage la création de conseils régionaux pour l’emploi et la création d’entreprises (CRECE).